# Barbosa, Mexiko
Barbosa är en ort i Mexiko.   Den ligger i kommunen Hidalgo och delstaten Tamaulipas, i den centrala delen av landet, 500 km norr om huvudstaden Mexico City. Barbosa ligger 349 meter över havet och antalet invånare är 352.
Terrängen runt Barbosa är platt åt nordost, men åt sydväst är den kuperad. Terrängen runt Barbosa sluttar österut. Runt Barbosa är det glesbefolkat, med 9 invånare per kvadratkilometer. Närmaste större samhälle är San Francisco, 13,7 km sydost om Barbosa. Omgivningarna runt Barbosa är en mosaik av jordbruksmark och naturlig växtlighet.